# ایرلستون
ایرلستون (به انگلیسی: Earlston) یک شهرک در اسکاتلند است که در برویکشر واقع شده‌است. ایرلستون ۱٬۹۷۸ نفر جمعیت دارد.